# El Rastro de Madrid

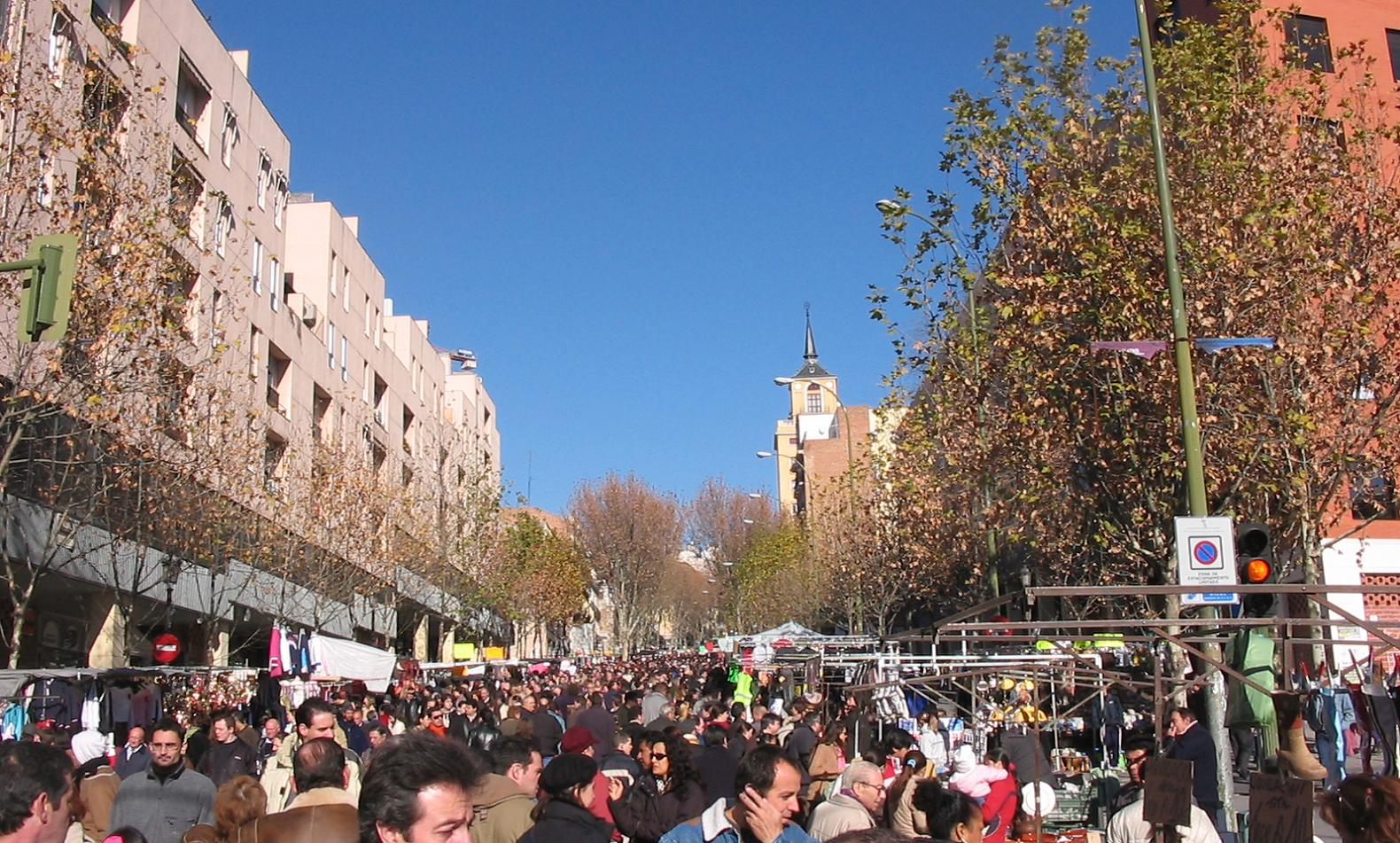
La Ribera de Curtidores, calle principal de El Rastro madrileño.

El Rastro de Madrid, o simplemente El Rastro, es un mercado al aire libre, originalmente de objetos de segunda mano, que se monta todas las mañanas de domingos y festivos en el barrio de Embajadores, en el centro histórico de la capital de España. Nació hacia 1740 en torno al Matadero de la Villa, ocupando las aceras de la cuesta de la calle de la Ribera de Curtidores, como un mercadillo semi-clandestino de venta de objetos usados (baratillos).
El Rastro ha ido reglamentando su existencia y actividad comercial con el paso de los años. Su fama internacional (que lo hace estar presente en las guías de viaje sobre Madrid como un atractivo singular), lo emparenta con otros mercadillos existentes en diversas ciudades de Europa: Los Encantes en Barcelona, el Waterlooplein de Ámsterdam, Portobello en Londres y el mercado del Porta Portese en Roma. 

## Historia
Su creación es contemporánea de la de los Cinco Gremios Mayores en Madrid, y fue creciendo a lo largo de los siglos, hasta los 3500 puestos —máximo permitido por las últimas leyes municipales— que tenía en el umbral del siglo XXI.
El Rastro madrileño está documentado desde 1740 como un lugar de encuentro para la venta, cambio y trapicheo de ropas de segunda mano, alternativo al negocio de la venta ambulante. Se formaba alrededor del antiguo matadero, origen de su insospechado nombre. «Rastro» era en el siglo XVI sinónimo de carnicería o desolladero.

### Antecedentes
Cuando Felipe II estableció su Corte en Madrid, en el año 1561, la villa no alcanzaba los cien mil habitantes. Desde finales de aquel siglo XVI, las principales calles y plazas de Madrid se vieron invadidas por baratillos (mercados públicos) donde los ropavejeros vendían ropa usada, siendo la Plaza Mayor y la Puerta del Sol los lugares favoritos. La proliferación era tal, que en 29 de marzo de 1599 se prohibió la realización de juntas y baratillos, así como la de vender cosa suya ni ajena, nueva ni vieja, grande ni pequeña, de día y de noche, en ninguna plaza ni calle de toda esta Corte. La prohibición desplazó estos mercados fuera del área metropolitana.  La persecución de las autoridades a los baratillos, buhoneros y mujeres encargadas de venta ambulante ("barateras"), se extendió hasta bien entrado el siglo XVIII. En 1624 y 1626 está documentada la prisión a los barateros de la Puerta del Sol, ordenada desde la Sala de Alcaldes de la Villa. Sin embargo, en la plaza de Herradores se permitía la existencia de almonedas especializadas en la venta de cosas viejas.

### Orígenes del lugar y el nombre

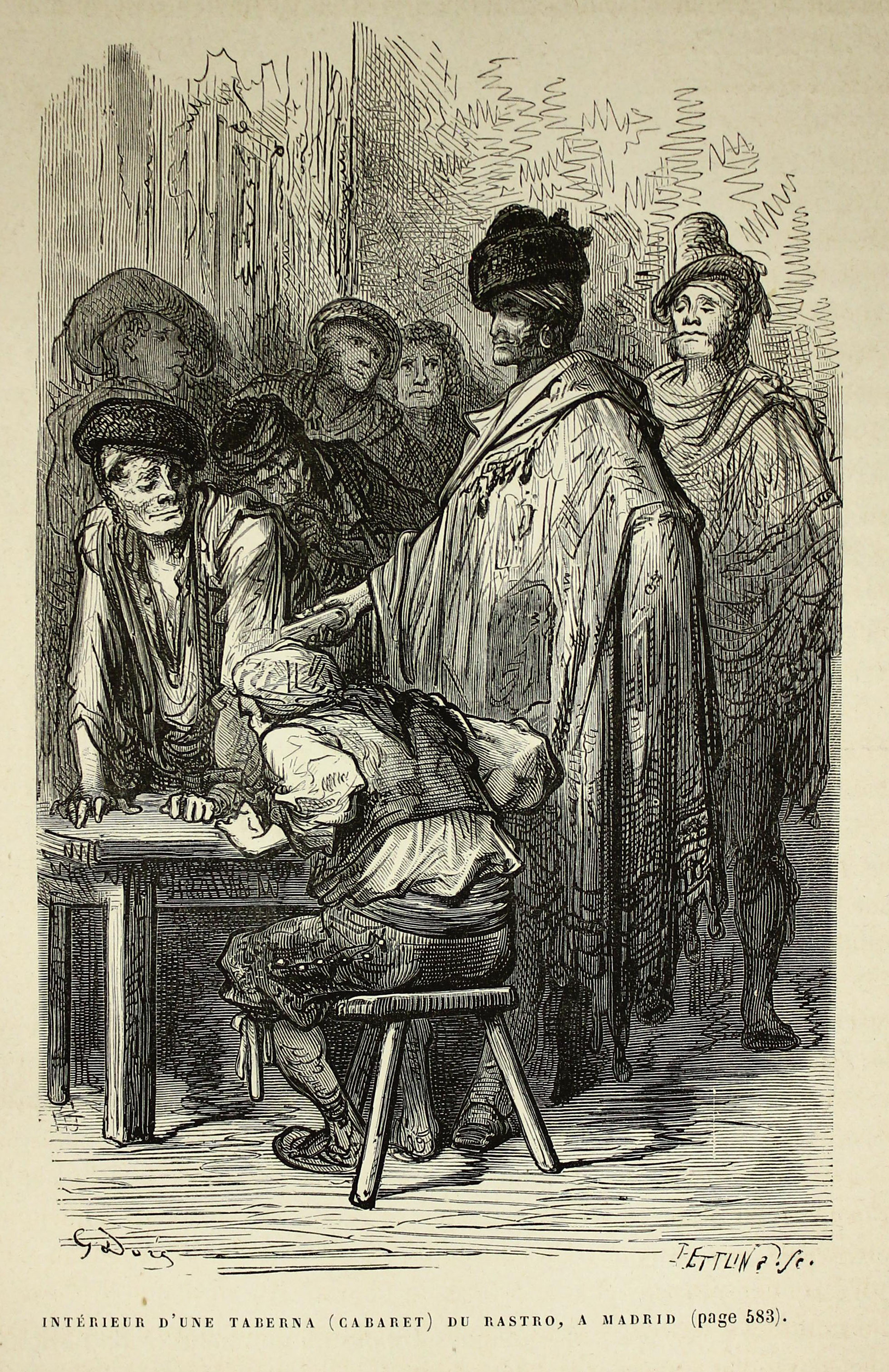
Dibujo de Doré, para L'Espagne, libro de viajes del Baron Davillier (1874).

Las mencionadas prohibiciones y otros bandos municipales (Ordenanzas de Policía de la Villa) fueron debilitándose con el paso del tiempo. La población de la capital de España en 1787 era de 164 000 madrileños según el censo de Floridablanca. 
De todos los barrios, el de Lavapiés, era el más poblado y con mayor industria. Conocemos el lugar que ocupó el Rastro del siglo XVII por la descripción del Plano de Teixeira. Se sabe que era zona de mataderos y en sus aledaños se realizaban tareas relacionadas con el curtido de las pieles de los animales sacrificados; actividades que han quedado reflejadas en el callejero madrileño: calles del Carnero, Cabestreros, Ribera de Curtidores (denominada por entonces calle de Tenerías) El nombre se origina porque al transportar arrastrando las reses, ya muertas y aún sin desollar, desde el matadero, cercano al río Manzanares, hasta las curtidurías, se dejaba un rastro de sangre aumentado por el desnivel de Ribera de Curtidores.
La proliferación de estas pequeñas industrias de cuero, atrajeron otras de curtidores, tejedores, zapateros, sastres, etc. La zona, además del matadero, albergaba dos fábricas, una de salitre y otra de tabaco. La aglomeración de personas atrajo la venta ambulante a estos barrios meridionales. La Plaza denominada del Rastro aparece ya rotulada así en la cartografía de Tomás López en 1757. En 1761 se menciona en los documentos como "Matadero de Carneros del Rastro". Existen sainetes de 1760 que indican la existencia de mercadillos en las cercanías de la "Plaza del Rastro". El Rastro por la Mañana, de Don Ramón de la Cruz describe un conjunto de puestos ambulantes, con cajones de madera en el que se venden productos alimenticios, callos, salchichas y demás casquería, entre los habituales cajones de ropavejeros y vendores de botones. En 1811 el Ayuntamiento, con el objeto de controlar el número de puestos callejeros decide ofrecer licencias a los vendedores del Rastro. Esta situación permitió que algunos vendedores comenzaran a alquilar sus puestos a otros. En 1875 se inauguró el Mercado de la Cebada en los aledaños del rastro, como el mercado cerrado de mayor volumen en Madrid. 
Las referencias históricas continúan a lo largo del siglo XIX. Así, en la magna obra de Pascual Madoz, o en los escritos costumbristas de Mesonero Romanos. Otro autor del siglo XIC que describió el Rastro —como mercado de objetos viejos— fue Fernández de los Ríos en su Guía de Madrid de 1876. 
El último capítulo de su pasado truculento, la tradicional matanza del cerdo (en los meses de invierno), continuó realizándose junto al Rastro hasta comienzos del siglo XX, cuando se inauguró el nuevo matadero del paseo de la Chopera junto al río Manzanares en el año 1928. A pesar de la eclosión a lo largo del siglo XX de las tiendas comerciales y de los Grandes Almacenes, el Rastro continuó creciendo aportando nuevas mercancías y atracciones: músicos callejeros, organilleros y pianos ambulantes, titiritero o prestidigitadores.

### Las Américas del Rastro y los bazares

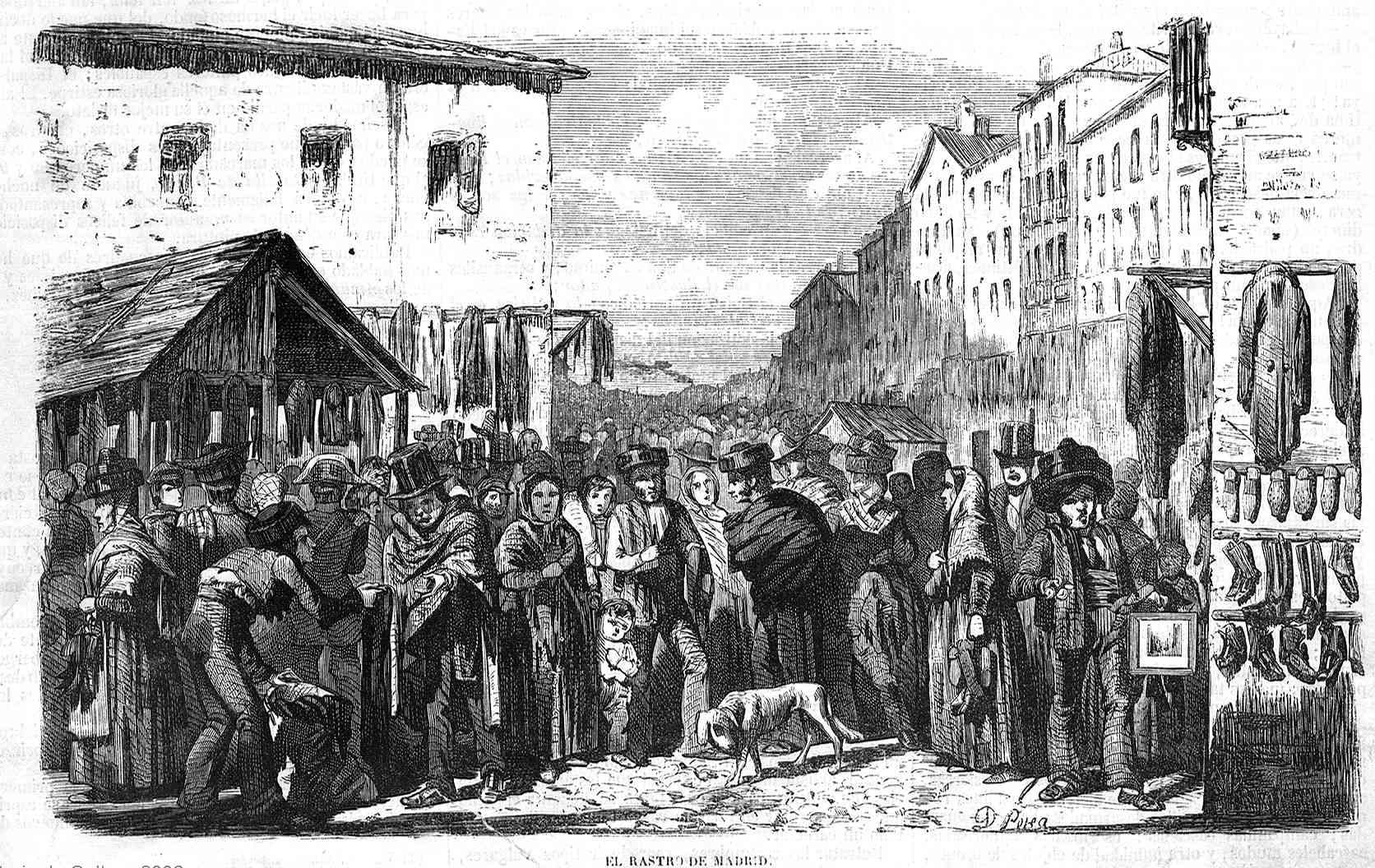
«El Rastro de Madrid» de Daniel Perea (El Museo Universal, 1859)

A finales del siglo XIX algunos 'gremios' empezaron a agruparse en bazares. Uno de los primeros en establecerse fue el "Bazar del Médico" o de las "Primitivas Américas", en el que se instalaron barracones especializados para la venta de chatarra: puertas, ventanas, fumistería, etc. Este Bazar tenía dos puntos de acceso, uno por la Ronda de Toledo y otro por Ribera de Curtidores, con su horario de apertura y cierre, y un guarda en horarios no-comerciales. La renovación de la vieja maquinaria a vapor, la posterior construcción de la Gran Vía y la remodelación de los cementerios madrileños, abastecieron de viejas mercancías y chatarra a este Bazar en lo que fue su edad de oro.
Al otro lado de Ribera de Curtidores, en un corralón, estuvo el "Bazar de la Casiana", al parecer más antiguo que el del Médico. Ubicado entre las calles de Mira el Sol y de Peña de Francia, el de la Casiana era un solar cuadrado, en forma de plazuela, que restaba espacio al que fue el Casino de la Reina (que a finales del siglo XIX era ya un solar). El 7 de agosto de 1943, a causa de un cohete de las fiestas de San Cayetano, se produjo un incendio que acabó con él. En la década de 1960 se construyó en su lugar un bloque de viviendas. 
El tercer gran bazar, llamado indistintamente de Las Grandiosas, "de Las Nuevas Américas" o "Bazar del Federal", se encontraba al otro lado de la Ronda de Toledo, a la misma altura que el de las Primitivas Américas, y se prolongaba hacia el paseo de las Acacias hasta los solares de la fábrica de gas de Madrid. Está documentado que se construyó hacia el año 1889, comenzando a desaparecer en los años 1970. Se vendían los mismos utensilios y chatarrería que en "La Casiana" y "Las Primitivas Américas", aunque poco a poco se fue especializando en diversos elementos de desguace de automóviles y motores.

### El Rastro delsigloXX

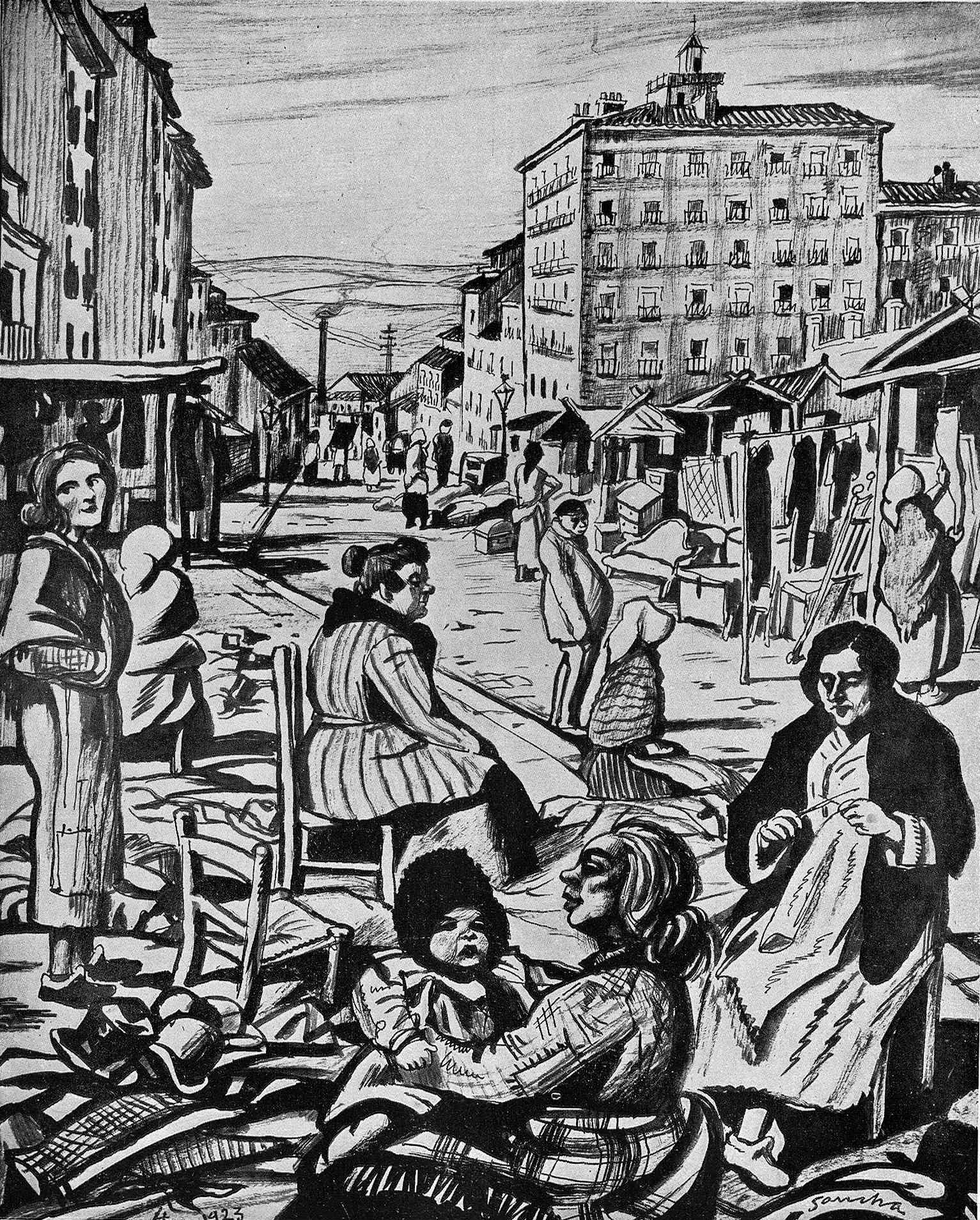
«Escenas madrileñas. En el Rastro». Dibujo de Francisco Sancha (La Esfera, 1923)

En las tres primeras décadas del siglo XX, el Rastro se extendió por diversas calles adyacentes y atrajo la mirada de intelectuales, artistas y escritores. La Ley del Descanso Dominical de 1905 le reconoce, por primera vez, como un mercado madrileño en el que podía venderse "de forma ambulante" el último día de cada semana. Ese mismo año se derribó el denominado "tapón del Rastro" facilitando su expansión. El escritor valenciano Blasco Ibáñez, en esa época diputado en Madrid, describe El Rastro de aquellos días en "La Horda"; en sus páginas aparecen las corralas de la Ribera de Curtidores, el Bazar de las Américas, el Bazar de la Casiana, el Federal... Tanto Blasco Ibánez como luego Ramón Gómez de la Serna, insisten en la abundancia de zapateros. 

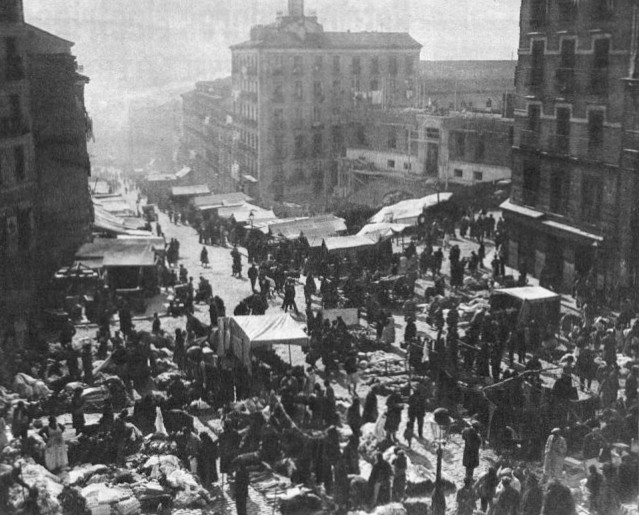
El Rastro en 1935

En 1902, el soldado Eloy Gonzalo fue declarado héroe del asedio de Cascorro en Cuba. La monarquía de Alfonso XIII levanta una estatua en su honor en la Plaza del Rastro, que a partir de entonces adopta el nombre popular de Plaza de Cascorro y que se haría oficial en 1941. En 1928, los dos mataderos de la zona fueron trasladados al nuevo Matadero Municipal de Madrid, en el barrio de Legazpi. Lo que se ganó en salubridad se perdió en casticismo.
El escritor vanguardista Ramón Gómez de la Serna le dedica una obra monográfica al mercadillo, El Rastro, escrita entre 1912 y 1914. En ella describe escenas innovadoras como las rifas de pavos.
El mercado de ropa vieja, zapatos, muebles, quincalla, o menudencias como botones, se amplía, a comienzos de siglo XX, con productos del desguace de automóviles, herramientas diversas, e incluso pornografía, en algunas librerías de viejo. La construcción de la Gran Vía propició la aparición de Grandes Almacenes como Madrid-París o la casa Matesanz, que afectaron al comercio madrileño y al Rastro mismo. La llegada de la segunda república hizo que se revindicaran derechos sobre la venta ambulante en Madrid, creándose la Sociedad de Vendedores de la Vía Pública y la Sociedad de Vendedores en General (establecida en el domicilio del Círculo Socialista del Sur). Esta situación creó un ambiente favorable para la erradicación del Rastro, apoyada por vendedores estables y vecinos. 
Durante la Guerra Civil, la cercanía del Rastro al frente de Madrid (a menos de un kilómetro) no supuso sin embargo un cese real de actividades. Tampoco el periodo posterior de la dictadura franquista. En la década de 1970 se incrementan y estimulan sus actividades. Hasta que, en 1998, el Ayuntamiento madrileño empieza a reducir y controlar su expansión por las calles adyacentes. Pocos años antes se habían suprimido los puestos fijos que se encontraban funcionando a lo largo de la semana.
La apertura de las Galerías Piquer en los años cincuenta favoreció la aparición de otras galerías de antigüedades. Se institucionalizó el mercado callejero del Rastro, y lo hizo más popular. Este éxito llevó a que en 1952 se inauguraran las Nuevas Galerías en el número 12 de la Ribera de Curtidores; y en el año 1964 las Galerías Ribera, en el número 15, iniciaron su actividad. Estas galerías se hicieron muy populares en las guías turísticas de 1970.

### Actualidad

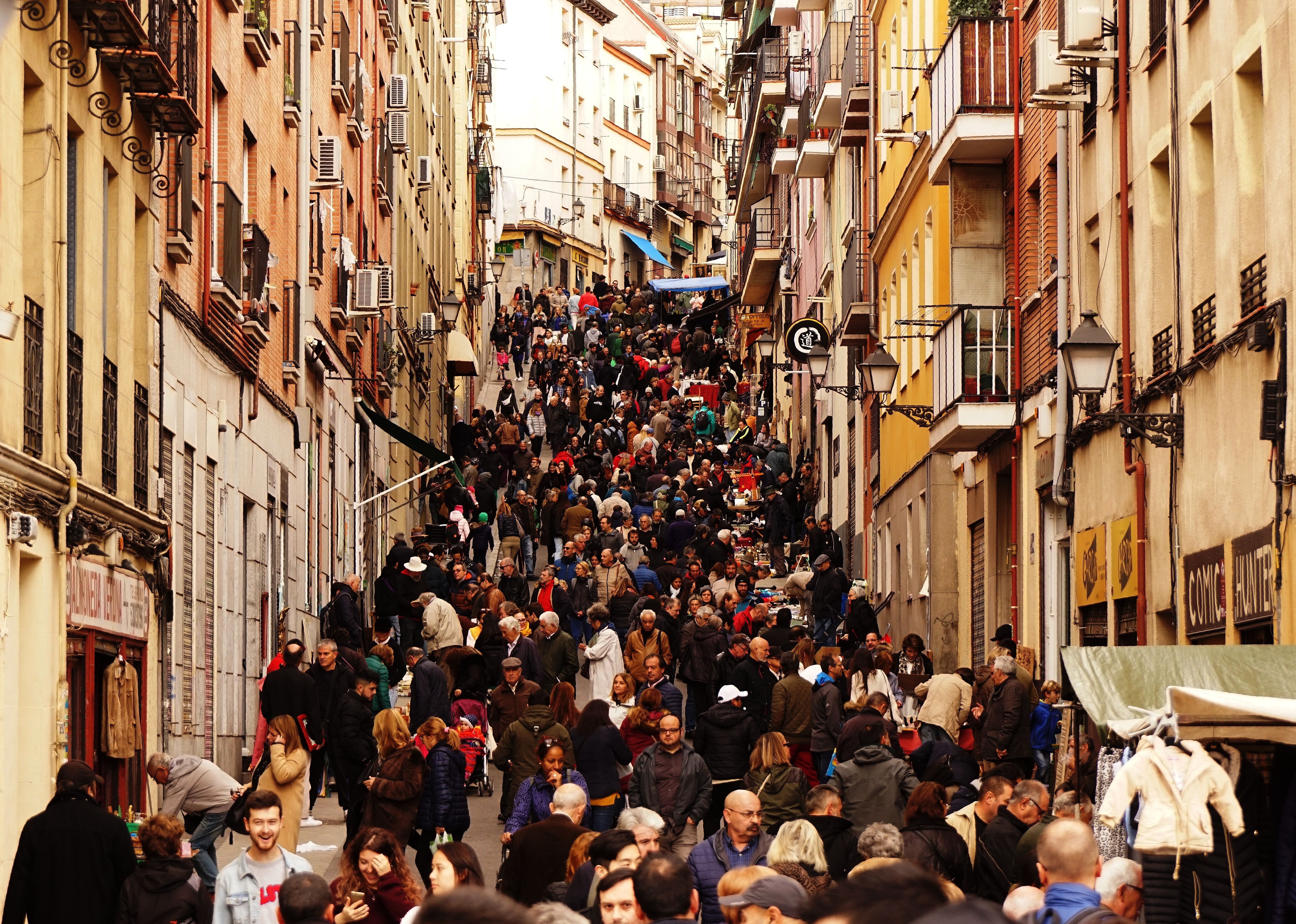
Calle de Mira el Río Baja en 2018

El Rastro en el siglo XXI posee una regulación municipal establecida en el año 2000. Esta regulación permite al Ayuntamiento de Madrid controlar el número de puestos, el tamaño de los tinglados, lo que puede venderse, y las calles donde puede celebrarse. Está prohibida la venta de animales vivos y alimentos en puestos callejeros. El Rastro superaba los 3500 puestos en el año 2000.

## Características del mercado

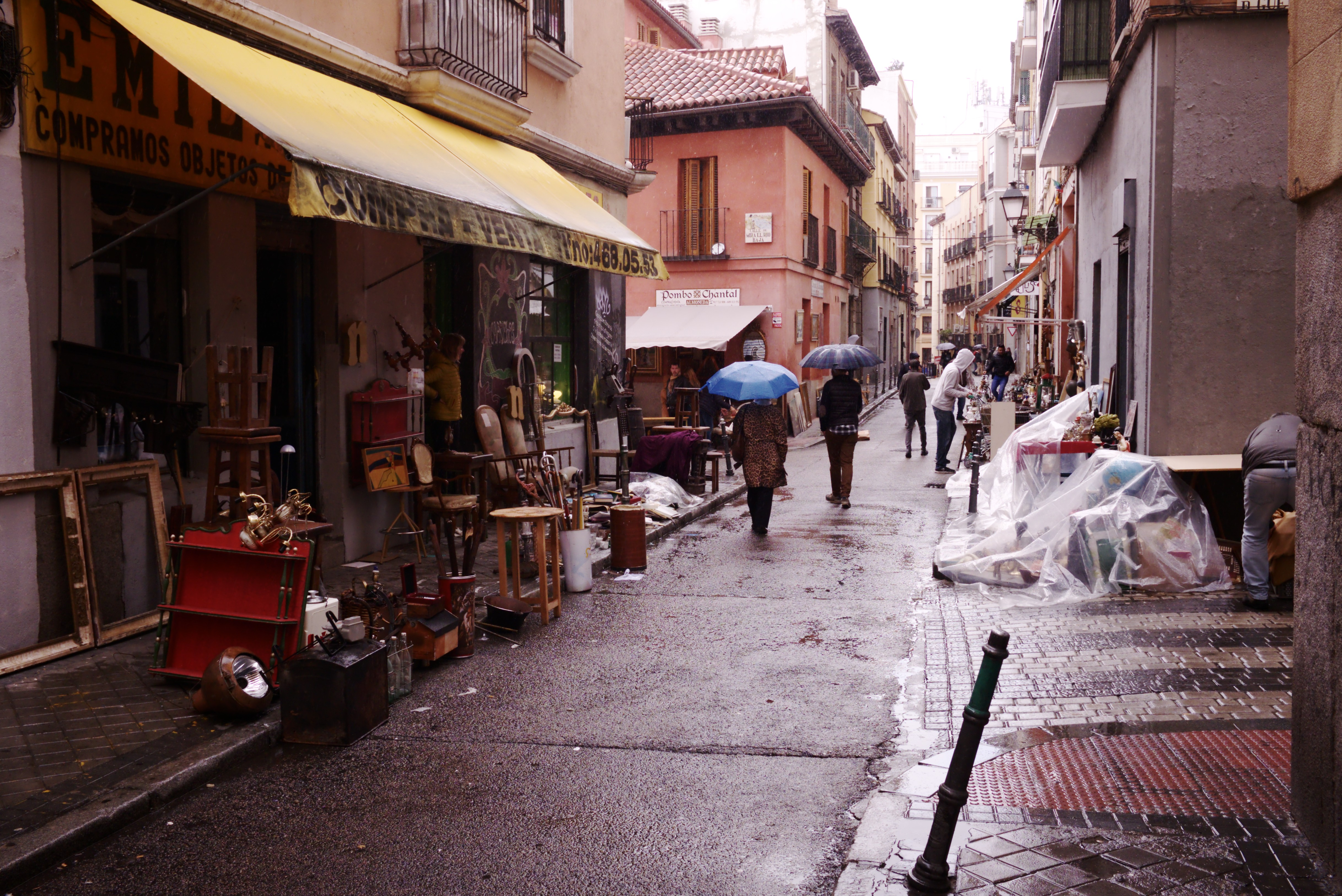
Las tabernas y las tascas rodean el Rastro, proporcionando sus servicios a los visitantes.

Según la normativa municipal madrileña que regula la actividad de puestos de carácter desmontable situados en la vía pública, el Rastro tiene lugar todos los domingos y días festivos del año entre las 9:00 y las 15:00 en el barrio de Embajadores, en el distrito Centro. Un máximo de 3500 puestos de venta se extienden en torno a la plaza de Cascorro y su monumento dedicado a Eloy Gonzalo en el extremo norte, el eje de la calle de Ribera de Curtidores y calles aledañas, la calle Embajadores al este, y la Ronda de Toledo y la plaza del Campillo del Mundo Nuevo al sur.

### Transporte
La red del Metro de Madrid permite el mejor y más cómodo acceso al rastro desde las líneas: 
- Línea 1 en sus estaciones de Tirso de Molina y Sol.
- Línea 2 en sus estaciones de Sol y Ópera.
- Línea 3 en sus estaciones de Embajadores, Lavapiés y Sol.
- Línea 5 en sus estaciones de Ópera, La Latina, Puerta de Toledo, Acacias.
- Ramal en la estación de Ópera.

También se puede acceder desde las líneas de autobuses de la Empresa Municipal de Transportes de Madrid, EMT, en sus recorridos cercanos a algunas de las calles del Rastro:
Y a través de Cercanías Renfe:
- Sol.
- Embajadores.

### Actividad comercial

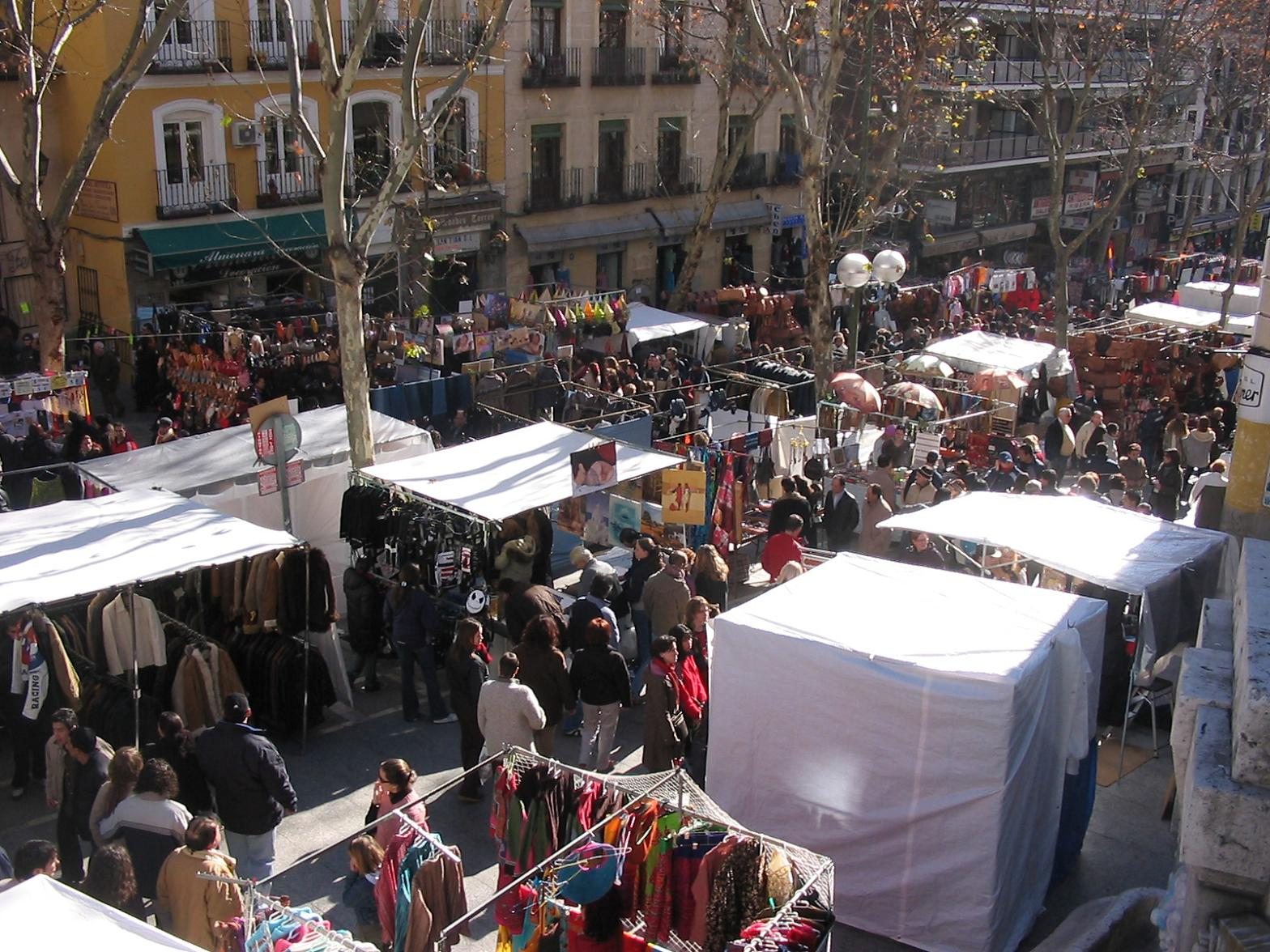
Imagen típica de la antigua "ribera del gremio de curtidores" en enero de 2005.

Tradicionalmente, la actividad comercial se centra en artículos que no se comercializan en los mercados y establecimientos clásicos, como mercancías viejas y extrañas, rarezas y objetos diversos. De la misma forma desde finales del siglo XX no se permite la venta de productos de alimentación destinados al consumo humano, así la de aquellos otros que por sus especiales características, y a juicio de las autoridades competentes, conlleven riesgo sanitario. No se permite igualmente la venta de animales, excepto en aquellos establecimientos declarados núcleos zoológicos, conforme a la legislación de protección de animales de la Comunidad de Madrid. Los puestos deben ser de carácter desmontable (estructura tubular desmontable); el propietario o responsable debe ser una persona (física o jurídica), y no puede poseer más de un puesto. Cada puesto debe ser ubicado en las zonas pintadas y numeradas en la calzada. Por ser algo intrínseco en la población de la capital, los domingos son el día de mayor afluencia de gente en donde se puede encontrar todo tipo de cosa e incluso conseguirla al precio que los castizos denominan "chollo".
En la época de la edad de oro del software español, algunos videojuegos comenzaban distribuyéndose en el Rastro de Madrid, como es el caso de MapGame, primera creación en 1986 de los posteriores fundadores de Topo Soft. El Rastro, por otra parte, también constituyó un importante punto de piratería informática en la época.

### Calles del Rastro

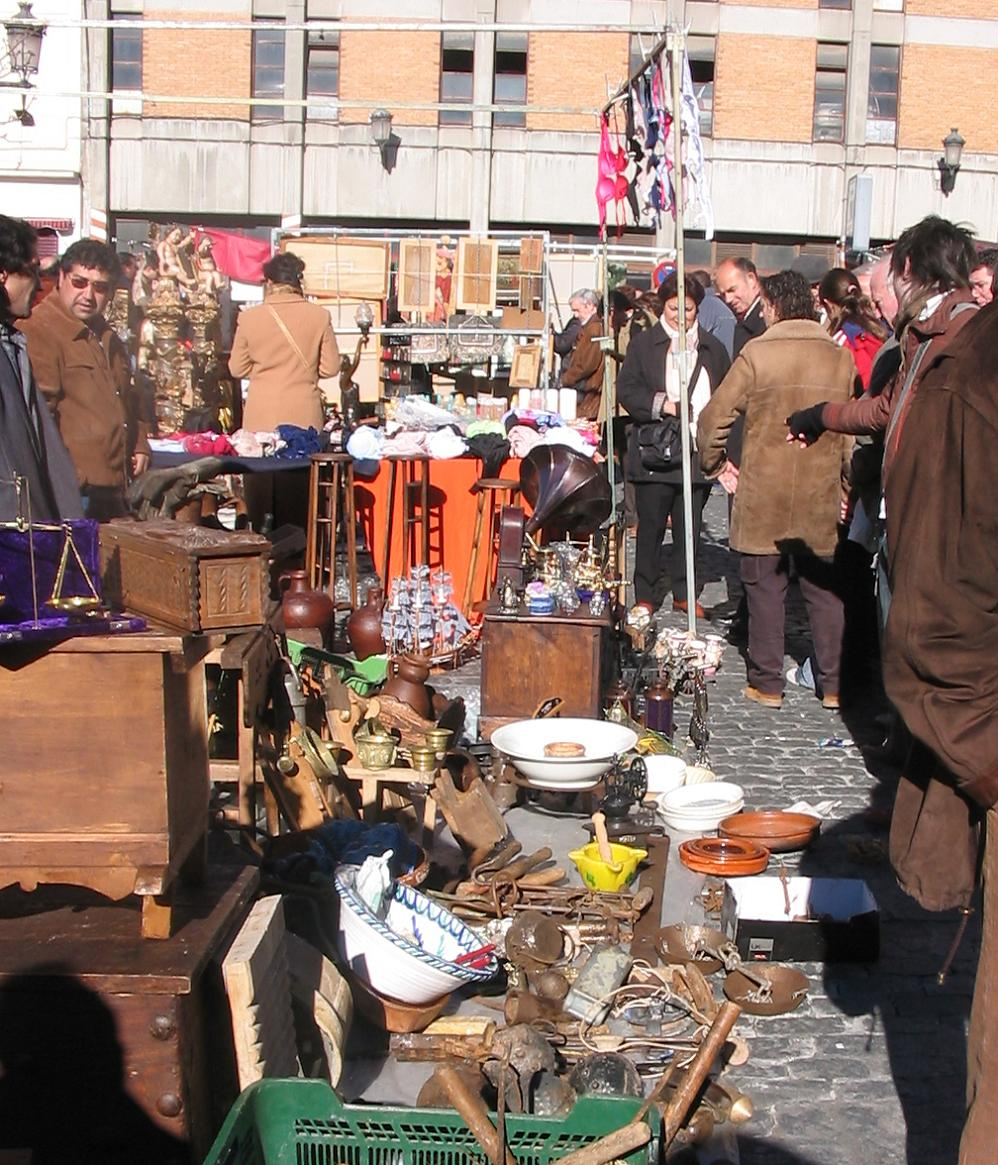
Quincallería fina y «antigüedades».

Existen calles y plazas que por tradición, o por la congregación de puestos especializados, se centran en ofrecer un tipo de producto en particular:
- La calle Fray Ceferino González es conocida por la calle de los Pájaros debido a la venta antiguamente ambulante de animales de compañía y de aves o de artículos para su cuidado. Esta calle congregaba la venta de animales, pero desde la disposición municipal del año 2000 sólo se pueden vender animales en las tiendas de la calle.
- La calle de San Cayetano, conocida también por la calle de los Pintores por sus locales no ambulantes destinados a la venta de óleos e ilustraciones o artículos para la práctica del dibujo y la pintura
- La calle de Rodas y las plazas del General Vara del Rey y del Campillo del Mundo Nuevo: todas ellas especializadas en la compra venta de revistas, cromos, estampas y juegos de cartas coleccionables, donde es frecuente ver a niños intercambiándolos. La plaza del General Vara del Rey, además, ofrece gran cantidad de puestos de ropa de segunda mano.
- La calle del Carnero y la de Carlos Arniches, donde los bouquinistas ofrecen libros de viejo, de ocasión o de colección. Puestos temporales de libros (nuevos, de ocasión o para coleccionistas) se instalan también en el amplio Campillo del Mundo Nuevo.
- La plaza de Cascorro está especializada en la venta de ropa underground y accesorios.
- La Ronda de Toledo, a lo largo de ella y desde mediados del siglo XX se suele vender música y diverso material.

### Ritmo del mercado
El funcionamiento del mercado, aunque esté a pie de calle se regula municipalmente abriéndose sólo los domingos y días festivos. El horario comienza a las 9:00 horas de la mañana hasta las 15:00 horas de la tarde, efectuándose el montaje de los puestos callejeros entre las 8:00 y las 9:00 horas de la mañana y la retirada de los mismos entre las 15,00 y las 16,00 horas de la tarde. En ningún caso puede iniciarse la instalación antes de las 8:00 horas de la mañana. Dentro de esta regulación, la afluencia del público es variable en función de la hora del día. Por regla general las 11:00 es la hora de mayor afluencia de público. Entre las 9:00 y las 10:00 es la hora a la que suelen acudir aquellos que desean regatear en algunos de los puestos con la intención de adquirir algún artículo. El momento álgido del mercado es hacia las 13:00, siendo a partir de las 14:00 cuando el Rastro empieza a bajar en afluencia y los puestos se van cerrando poco a poco hasta que hacia las 15:00 (invierno) o las 16:00 (en verano) ya no hay casi actividad comercial.

### Ambiente

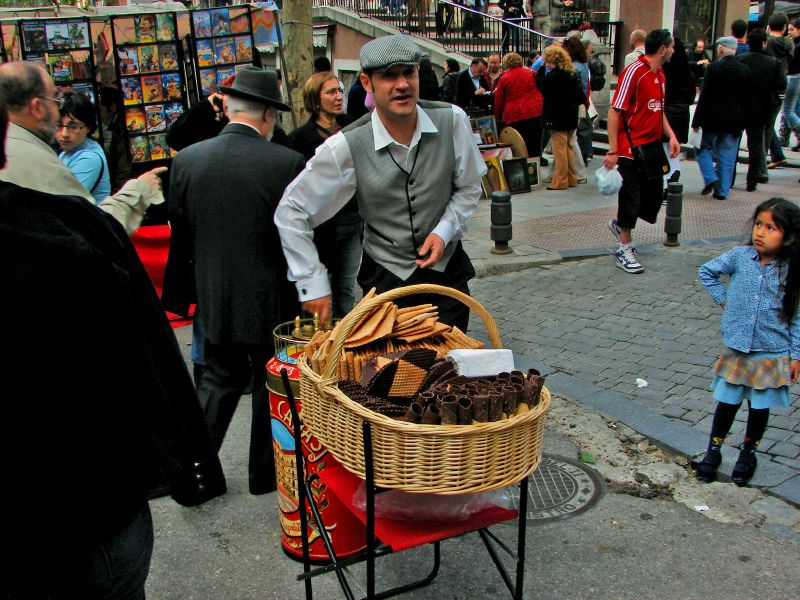
Estampa típica de un chulapo vendiendo barquillos en el Rastro de Madrid.

Para el escritor alemán Hans Magnus Enzensberger, el Rastro es la última frontera de Europa con África, constatando la gran diversidad de personas de diferentes países y etnias que afluyen en busca de curiosidades y gangas. El regateo era posible antiguamente, poco a poco la costumbre va disminuyendo. Antes existían los regatones (denominados también regateros), eran vendedores que compraban 'al por mayor' y vendían 'al por menor'. Antiguamente todo se podía regatear, excepto los alimentos que estaban tasados por las autoridades. En muchos casos los visitantes simplemente pasean por las calles observando el ambiente.
En muchas de las tascas y tabernas de las calles vecinas es posible degustar algunas de las especialidades de la gastronomía de Madrid que en forma de tapa se sirven, por ejemplo, acompañados en la mayoría de las ocasiones de un chato de vino o una caña de cerveza. Es frecuente que se vean tiendas en las que sirvan diversos bocadillos económicos, algunos ejemplos son los de calamares, de chorizo, de tortilla española, queso, etc. Y tostas diversas. Las tapas más habituales pueden consistir en los tradicionales encurtidos de variadas disposiciones como pueden ser las berenjenas de Almagro, los pepinillos, las banderillas. Algunos de los platos servidos en pequeñas raciones tienen gran popularidad como es el caso de los caracoles a la madrileña, las manitas de cerdo, callos.

## El Rastro en la cultura
La cultura popular y las artes se han centrado en diversos aspectos de este mercado madrileño. En la mayoría de los casos buscando una imagen costumbrista, o un aire popular. De esta forma son diversas las obras que de una forma u otra incluyen referencias a él. 

### Cinematografía
- Domingo de Carnaval (1945) del cineasta Edgar Neville tiene una trama policíaca ambientada en el Rastro de Madrid.
- En Día tras día (1951), dirigida por José María Forqué, aparecen un par de escenas ambientadas en el Rastro.
- Buenos días, condesita (1967), comedia musical protagonizada por Rocío Dúrcal y Gracita Morales; ambas tienen un puesto en el Rastro.
- Laberinto de pasiones (1982) de Pedro Almodóvar está ambientada en el Rastro.
- El pico 2 (1984) de Eloy de la Iglesia, aparece una escena ambientada en el Rastro.
- Bajarse al moro (1989) de Fernando Colomo, se desarrolla en parte en Lavapiés y tiene una escena cómica ambientada en el Rastro.
- La fría luz del día (2012) de Mabrouk El Mechri, aparece una escena de acción ambientada en el Rastro.

### Pintura y escultura
- Han sido muchos los pintores de este mercadillo popular, desde José Gutiérrez Solana,[33] hasta el también madrileño Francisco San José, pintor de la segunda Escuela de Vallecas.

### Literatura
- Además de los escritores costumbristas de los siglos XVIII y XIX, Ramón de la Cruz, Mesonero Romanos y Fernández de los Ríos, pueden añadirse en este pequeño índice:
- Ramón Gómez de la Serna, que en su monografía titulada El Rastro consigue que los objetos infortunados y abandonados sean salvados por su evocación lírica.[21]
- Andrés Carranque de Ríos, periodista, actor y vecino del barrio.
- En La horda, escrita en 1925 por Blasco Ibáñez, se describe el Rastro a través de los protagonistas: Isidro Maltrana y Feliciana, la Feli, vecinos del barrio.
- Azorín lo menciona en La voluntad.
- Serían incontables las citas al barrio y sus vecinos en la obra de Galdós, tanto en la serie de los Episodios Nacionales como en sus novelas.
- El modernista Pedro de Répide firmó en 1907 Del Rastro a Maravillas.
- Arturo Barea, que residió durante su infancia y juventud en Lavapiés, retrató el barrio y su mercadillo en su trilogía de 1951 La forja de un rebelde.[24]

### Música
- El Gran Kiki en la década de 1940 triunfó con su canción dedicada al Rastro.
- El cantante Patxi Andión hizo famosa una canción en la década de 1970 sobre el Rastro de Madrid, con el estribillo Una dos y tres / una dos y tres / lo que usted no quiera / para el Rastro es.
- Los Hombres G lo mencionan en la canción «Indiana» (Voy al Rastro a cambiar los cromos, de tu colección del álbum, del álbum de Indiana Jones).
- Joaquín Sabina menciona el Rastro en sus canciones «Con la frente marchita» (Iba cada domingo a tu puesto del Rastro a comprarte / carricoches de miga de pan, soldaditos de lata) y «Dieguitos y Mafaldas».
- En sus inicios, el coplista El Fary vendía sus propios discos en el Rastro.
- También en sus inicios, la cantante Alaska (cantante) frecuentaba y congregaba gente en el Rastro, en lo que se llamaba «el rollo» (y más tarde se rebautizaría como «la Movida»).
- El cantaor flamenco Diego Ramón Jiménez Salazar, conocido como Diego «El Cigala», cantaba en los bares del Rastro cuando era un niño.